# HD 163607
HD 163607 — звезда, которая находится в созвездии Дракона на расстоянии около 225 световых лет от нас. Вокруг звезды обращаются, как минимум, две планеты.

## Характеристики
HD 163607 — звезда 8,15 звёздной величины; впервые в астрономической литературе упоминается в каталоге Генри Дрейпера, изданном в начале XX века. Она представляет жёлтый карлик с массой и радиусом, равными 1,09 и 1,63 солнечных соответственно. Температура поверхности HD 163607 составляет приблизительно 5543 кельвинов. Светимость звезды превосходит солнечную светимость в 2,3 раза. Возраст звезды оценивается астрономами в 8,6 миллиардов лет.

## Планетная система
В 2011 году группой астрономов, работающих с данными, полученными в обсерватории Кека, было объявлено об открытии двух планет  в системе — HD 163607 b и HD 163607 c. Обе они представляют собой газовые гиганты.
Планета b обращается очень близко к родительской звезде — на расстоянии 0,36 а.е., поэтому она относится к классу горячих юпитеров. Её масса составляет около 77 % массы Юпитера. Год на ней длится приблизительно 75 суток.
Орбита второй планеты, HD 163607 c, находится значительно дальше, на расстоянии 2,42 а.е. от звезды (приблизительно на таком расстоянии от Солнца обращается карликовая планета Церера в нашей Солнечной системе). Масса планеты превосходит массу Юпитера в два с лишним раза. Открытие обеих планет было совершено методом Доплера.